# Iron Maiden (album)
Iron Maiden je album skupine Iron Maiden izdan leta 1980. 

## Zgodovina
To je edini od albumov skupine Iron Maiden, katerega producent je bil Will Malone. Ta je skupini pustil veliko svobode pri ustvarjanju. A ga člani skupine (poleg Steva Harrisa) niso marali in so kritizirali kvaliteto. Njihove oboževalce pa je album navdušil. 

### Originalna verzija
1. »Prowler« – 3:52
2. »Remember Tomorrow« (Paul Di'Anno, Harris) – 5:27
3. »Running Free« (Di'Anno, Harris) – 3:14
4. »Phantom of the Opera (Iron Maiden)« – 7:05
5. »Transylvania (Iron Maiden)« – 4:06
6. »Strange World (Iron Maiden)« – 5:40
7. »Sanctuary (Iron Maiden)« (Dave Murray, Di'Anno, Harris) – 3:12
8. »Charlotte the Harlot« (Murray) – 4:10
9. »Iron Maiden (pesem)« – 3:31

### Izboljšana verzija
1. »Prowler« – 3:56
2. »Sanctuary« – 3:16
3. »Remember Tomorrow« – 5:27
4. »Running Free« – 3:17
5. »Phantom of the Opera« – 7:07
6. »Transylvania« – 4:19
7. »Strange World« – 5:32
8. »Charlotte the Harlot« – 4:12
9. »Iron Maiden« – 3:38

## Takratni člani
- Paul Di'Anno – vokali
- Dave Murray – kitara
- Dennis Stratton – kitara, spremni vokali
- Steve Harris – Bas kitara, spremni vokali
- Clive Burr – bobni